# Shawn Smith
Shawn Smith (Spokane, 28 ottobre 1965 – Seattle, 3 aprile 2019) è stato un cantautore e musicista statunitense.
È stato frontman delle band Satchel, Brad, Pigeonhead e The Twilight Singers, oltre ad essersi esibito come solista.

## Biografia

### Carriera musicale
Smith nasce a Spokane, nello stato di Washington, il 28 ottobre 1965. Da giovane a frequentato il liceo a Bakersfield, in California, per poi stabilirsi a Seattle. Ha stretto amicizia col batterista Regan Hagar mentre entrambi lavoravano alla Tower Records alla fine degli anni '80. I due, spronati dall'interesse per la musica, fondarono i Satchel poco dopo e, in seguito, i Brad con Stone Gossard, con cui poi ha rivendicato la fondazione in un'intervista del 2014, e Jeremy Toback.
Insieme ai Brad pubblicò cinque album in studio durante la loro carriera (Shame, Interiors, Welcome to Discovery Park, Best Friends? e United We Stand), mentre con i Satchel ne pubblicò tre (EDC, The Family e Heartache and Honey), mentre entrambe le band avrebbero condiviso il merito di una compilation, Brad vs. Satchel.
L'unico grande successo di Smith arrivò nel 1999, quando il gruppo techno britannico Lo Fidelity Allstars remixò il brano Battle Flag di un'altra band di cui Smith era membro, i Pigeonhed, e lo pubblicò come singolo. Il brano, accreditato a "Lo Fidelity Allstars feat. Pigeonhed", raggiunse il sesto posto nella classifica Alternative Songs di Billboard nel luglio 1999.
Formò successivamente una nuova band dal nome "From the North", con i membri principali dei Malfunkshun: Regan Hagar, Kevin Wood e Cory Kane, insieme ai testi lasciati dal defunto Andrew Wood. Dal 2006, la band è stata anche pubblicizzata come "Power of Wings" e "Von Nord" (che in tedesco significa presumibilmente "Dal Nord"; in realtà si legge "vom Norden" o "aus dem Norden"). Hagar è stato poi sostituito dal batterista Mike Hommel. La band cambiò nome nel luglio 2008 in "All Hail the Crown" e pianificò di pubblicare nuova musica sotto questa etichetta.
Sempre nel 2008, Smith apparve nell'album Lotuk degli Arsenal. Smith fu intervistato e comparve nel libro del 2009, Grunge Is Dead: The Oral History of Seattle Rock Music. Il 14 aprile 2010, i quattro membri sopravvissuti dei Mother Love Bone si riunirono per la prima volta in vent'anni, con Smith come frontman, nell'ambito di una serata "Brad and Friends" sold-out allo Showbox di Seattle.
Come solista pubblicò invece un totale di 10 album, tra cui Shield of Thorns, al cui interno sono contenuti i singoli Leaving California e Wrapped in My Memory, che vennero usate in alcuni episodi della serie televisiva I Soprano.

### Morte
Smith morì il 3 aprile 2019 all'età di 53 anni mentre si trovava nella sua casa a Seattle. Un'autopsia successiva determinò come causa della morte l'ipertensione e la rottura dell'aorta, tesi avvalorata dal fatto che il cantante soffriva di diabete da diverso tempo. Al momento della sua morte, Smith stava lavorando a un nuovo album in studio con i Brad.
Il 27 aprile 2023 i restanti membri dei Brad annunciarono che il successivo 28 luglio avrebbero pubblicato l'album In the Moment That You're Born, contenente alcune delle loro ultime registrazioni con Smith.

## Discografia

### Da solista

#### Album studio
- Let It All Begin (1999)
- Shield of Thorns (2003)
- The Cedarwood EP (2007)
- The Diamond Hand (2008)
- Sunshine (2011)
- SKELETON KEYS – A Collection of Home Recordings and Non-Album Tracks 1989–2003 – Volumes 1-7 (2011)
- Grass and Sky EP (2013)
- Kid Bakersfield (2013)
- The Secret Life of People EP (2016)

#### Album dal vivo
- Live at the Point (2000)

### Con i Brad
- Shame (1993)
- Interiors (1997)
- Welcome to Discovery Park (2002)
- Brad vs Satchel (2005) - in collaborazione con i Satchel
- Best Friends? (2010)
- United We Stand (2012)
- In The Moment That You're Born (2023) - postumo

### Con i Satchel
- EDC (1994)
- The Family (1996)
- Brad vs Satchel (2005) - in collaborazione con i Brad
- Heartache and Honey  (2010)

### Con i Pigeonhed
- Pigeonhed  (1993)
- The Full Sentence  (1997)
- Pigeonhed's Flash Bulb Emergency Overflow Cavalcade of Remixes (1997)

### Con i Malfunkshun
- Monument (2010)

### Con gli All Hail the Crown
- All Hail the Crown (2011)

### Raccolta
- Deer Lodge George Jones (2014)